# Dereviankovka
Dereviankovka (del ruso: Деревянковка) es un jútor del raión de Slaviansk del krai de Krasnodar, en el sur de Rusia. Está situado en la orilla izquierda del río Protoka, uno de los distributarios del delta del Kubán, 44 km al norte de Slaviansk-na-Kubani y 99 km al noroeste de Krasnodar, la capital del krai. Tenía 309 habitantes en 2010.
Pertenece al municipio Zaboiskoye.

## Historia
Su nombre deriva del apellido del primer habitante, procedente de Grivenskaya, Derevianko, que fundó el asentamiento en 1928. Hasta 1980 pertenecía al municipio de esa localidad.

## Lugares de interés
En la localidad se halla un memorial en la fosa donde se enterraron los defensores y liberadores de la población caídos en 1942-1943 durante la Gran Guerra Patria.

## Servicios sociales
El jútor cuenta con una escuela general básica, una biblioteca y un punto de enfermería, entre otros establecimientos.